# Willem Dijckmeester
Willem Dijckmeester (Den Haag, 1 juni 1884 – Amsterdam, 13 maart 1970) was een Nederlands bankdirecteur en politicus.

## Biografie
Dijckmeester is in 1908 aan de Rijksuniversiteit Utrecht afgestudeerd in de rechten en twee jaar later promoveerde hij daar op stellingen tot doctor in de staatswetenschappen.
Dijckmeester was in Amsterdam en Londen werkzaam geweest in de bancaire sector voor hij in 1914 benoemd werd tot directeur van de Surinaamsche Bank in Paramaribo.
Naast zijn werk als bankdirecteur was hij ook actief in de politiek. Na het vertrek van het Statenlid H. Salm werd Dijckmeester in 1915 verkozen tot lid van de Koloniale Staten. In 1918 stapte hij op als Statenlid vanwege zijn benoeming tot directeur van de Hollandsche Bank voor West-indië.
Later was hij nog directeur van de Bataafsche Hypotheekbank en de Hollandsche Bank-Unie (HBU).
Mr. dr. W. Dijckmeester overleed in 1970 op 85-jarige leeftijd.

## Familie
Dijckmeester werd geboren als zoon van Herman Jacob Dijckmeester (1847-1942, Commissaris van de Koningin in Zeeland) en Emilia Christina Wintgens (1855-1923). Hij trouwde in 1927 met jkvr. Sophia Elisabeth Dedel (1893-1976), telg uit het geslacht Dedel, met wie hij twee zonen kreeg.